# San Cristóbal, Venezuela
San Cristóbal este capitala statului Táchira, un oraș din Venezuela, având o suprafață de 247 km², cu peste 578.648 locuitori (cu zona metropolitană 901.856 pers.), fondat în 1561.  